# South Passage (Houtman Abrolhos)
South Passage är ett sund i ögruppen Houtman Abrolhos i Australien. Den ligger i delstaten Western Australia, omkring 450 kilometer nordväst om delstatshuvudstaden Perth.
Stäppklimat råder i trakten. Genomsnittlig årsnederbörd är 270 millimeter. Den regnigaste månaden är juni, med i genomsnitt 51 mm nederbörd, och den torraste är december, med 1 mm nederbörd.